# جيريمي كيتل
جيريمي كيتل (بالإنجليزية: Jeremy Kittel)‏ هو عازف كمان وملحن أمريكي، ولد في 26 أبريل 1984.

## وصلات خارجية
- جيريمي كيتل على موقع ميوزك برينز (الإنجليزية)
- جيريمي كيتل على موقع ديسكوغز (الإنجليزية)
- الموقع الرسمي